# ジャック・アダムス賞
ジャック・アダムス賞（Jack Adams Award）は、NHLにおいてチームで最も貢献したコーチに贈呈される賞。賞の由来はジャック・アダムス。

## 概要
創設は1974年。最多受賞はパット・バーンズ（ブルーインズ）の3回で、次いでパット・クイン、ジャック・ルメール、スコッティ・ボウマンの各2回である。

## 受賞者一覧
| シーズン  | Winner                               | 所属チーム                           | 受賞回数                             |
| --------- | ------------------------------------ | ------------------------------------ | ------------------------------------ |
| 1973–74   | フレッド・シェロ                     | フィラデルフィア・フライヤーズ       | 1                                    |
| 1974–75   | ボブ・プルフォード                   | ロサンゼルス・キングス               | 1                                    |
| 1975–76   | ドン・チェリー                       | ボストン・ブルーインズ               | 1                                    |
| 1976–77   | スコッティ・バウマン                 | モントリオール・カナディアンズ       | 1                                    |
| 1977–78   | ボビー・クロム                       | デトロイト・レッドウィングス         | 1                                    |
| 1978–79   | アル・アーバー                       | ニューヨーク・アイランダース         | 1                                    |
| 1979–80   | パット・クイン                       | フィラデルフィア・フライヤーズ       | 1                                    |
| 1980–81   | レッド・ベレンソン                   | セントルイス・ブルース               | 1                                    |
| 1981–82   | トム・ワット                         | ウィニペグ・ジェッツ                 | 1                                    |
| 1982–83   | オルヴァル・テッシェ                 | シカゴ・ブラックホークス             | 1                                    |
| 1983–84   | ブライアン・マレー                   | ワシントン・キャピタルズ             | 1                                    |
| 1984–85   | マイク・キーナン                     | フィラデルフィア・フライヤーズ       | 1                                    |
| 1985–86   | グレン・セイザー                     | エドモントン・オイラーズ             | 1                                    |
| 1986–87   | ジャック・ルメール                   | デトロイト・レッドウィングス         | 1                                    |
| 1987–88   | ジャック・ルメール                   | デトロイト・レッドウィングス         | 2                                    |
| 1988–89   | パット・バーンズ                     | モントリオール・カナディアンズ       | 1                                    |
| 1989–90   | ボブ・マードック                     | ウィニペグ・ジェッツ                 | 1                                    |
| 1990–91   | ブライアン・サッター                 | セントルイス・ブルース               | 1                                    |
| 1991–92   | パット・クイン                       | バンクーバー・カナックス             | 2                                    |
| 1992–93   | パット・バーンズ                     | トロント・メープルリーフス           | 2                                    |
| 1993–94   | ジャック・ルメール                   | ニュージャージー・デビルス           | 1                                    |
| 1994–95   | マルク・クロフォード                 | ケベック・ノルディクス               | 1                                    |
| 1995–96   | スコッティ・ボーマンa                | デトロイト・レッドウィングス         | 2                                    |
| 1996–97   | テッド・ノーラン                     | バッファロー・セイバーズ             | 1                                    |
| 1997–98   | パット・バーンズ                     | ボストン・ブルーインズ               | 3                                    |
| 1998–99   | ジャック・マーティン                 | オタワ・セネターズ                   | 1                                    |
| 1999–2000 | ジョエル・クインビルa                | セントルイス・ブルース               | 1                                    |
| 2000–01   | ビル・バーバー                       | フィラデルフィア・フライヤーズ       | 1                                    |
| 2001–02   | ボブ・フランシス                     | フェニックス・コヨーテズ             | 1                                    |
| 2002–03   | ジャック・ルメール                   | ミネソタ・ワイルド                   | 2                                    |
| 2003–04   | ジョン・トルトレッラb                | タンパベイ・ライトニング             | 1                                    |
| 2004–05   | シーズンロックアウトのため受賞者なし | シーズンロックアウトのため受賞者なし | シーズンロックアウトのため受賞者なし |
| 2005–06   | リンディ・ラフ                       | バッファロー・セイバーズ             | 1                                    |
| 2006–07   | アライン・ヴィニョー                 | バンクーバー・カナックス             | 1                                    |
| 2007–08   | ブルース・ブードローd                | ワシントン・キャピタルズ             | 1                                    |
| 2008–09   | クロード・ジュリアン                 | ボストン・ブルーインズ               | 1                                    |
| 2009–10   | デイブ・ティペット                   | フェニックス・コヨーテズ             | 1                                    |
| 2010–11   | ダン・ビルスマ                       | ピッツバーグ・ペンギンズ             | 1                                    |
| 2011–12   | ケン・ヒッチコックd                  | セントルイス・ブルース               | 1                                    |
| 2012–13   | ポール・マクリーン                   | オタワ・セネターズ                   | 1                                    |
| 2013–14   | パトリック・ロワ                     | コロラド・アバランチ                 | 1                                    |
| 2014–15   | ボブ・ハートリー                     | カルガリー・フレームス               | 1                                    |
| 2015–16   | バリー・トロツ                       | ワシントン・キャピタルズ             | 1                                    |
| 2016–17   | ジョン・トルトレッラ                 | コロンバス・ブルージャケッツ         | 2                                    |
| 2017–18   | ジェラルド・ギャラント               | ベガス・ゴールデンナイツ             | 1                                    |
| 2018–19   | バリー・トロツ                       | ニューヨーク・アイランダース         | 2                                    |

1. ↑  スタンレー・カップ優勝コーチに授与
2. 1 2 3 4 5 6  レギュラーシーズンで最高勝率に授与された。
3. 1 2 3 4  スタンレー・カップ敗戦チーム
4. ↑  Coaches whose teams replaced the coach that started the season